# Фрідріх Юстін Бертух
Фрідріх Юстін Бертух (нім. Friedrich Justin Bertuch; 30 вересня 1747, Веймар — 3 квітня 1822, Веймар, Німецький союз) — німецький письменник, видавець, редактор і перекладач.

## Біографія
Фрідріх Юстін Бертух у п'ять років втратив матір, у 15 років — батька; виховувався дядьком. З 1765 по 1769 вивчав, спочатку богослов'я, потім юридичне право в Єнському університеті. Однак його основними інтересами були література та природознавство. Не закінчивши університет, він до 1773 був домашнім вчителем у сім'ї датського дипломата Людвіга Генріха Бахофена фон Ехта в Добічене недалеко від Альтенбурга. У цей час він вивчив іспанську мову свого роботодавця, який був послом в Іспанії.

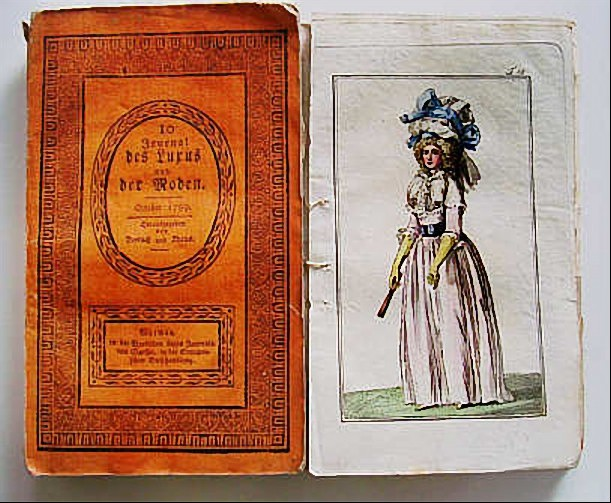

У 1773 році Бертух повернувся до Веймара. У 1775 став секретарем герцога Карла Августа і залишався на державній службі на різних посадах до 1787 року. У 1776 році він був прийнятий до Веймарської масонської ложі «Anna Amalia zu den drei Rosen».
З 1773 допомагав Віланду в редагуванні журналу «Mercur», потім видавав, за активної участі фон Зеккендорфа, «Журнал іспанської та португальської літератури» (нім. Magazin der spanischen und portugiesischen Litteratur, Дессау, вийшло три томи в 1780—1783 рр..), у 1786 році зробив з Краусом видання «Журналу розкоші та мод» (нім. Journal des Luxus und der Moden) — першого такого роду в Німеччині, що існував до 1827 року. Далі Бертух видавав: «Die Blaue Bibliothek aller Nationen» (11 томів, Гота, 1790—1797) і свого часу дуже поширену серію «Ілюстрована книга для дітей» (нім. Bilderbuch für Kinder; 190 випусків, Веймар, 1790—1822), що послужила предметом наслідування для подальших видань того ж роду.
Бертух також займався перекладами, переважно з іспанської. Йому належить німецька обробка «Дон Кіхота» Сервантеса з продовженням Авельянеди (6 т., Лейпциг, 1775—1776; 1780—1781).
З іншого боку, Ф. Ю. Бертух брав участь у розробці плану видання «Єнської загальної газети» (нім. «Jenaische allgemeine Litteraturzeitung»), що мала великий вплив на літературний розвиток Німеччини, де співпрацювали Ґете, Шіллер, Фіхте, Гумбольдт та брати Шлегелі.
У 1776 року у Веймарі взяв участь у організації Герцогської вільної школи малюнка.
У 1791 році Бертух заснував велику видавничу фірму «Landesindustriescomptoir», в якій було зайнято близько десяти відсотків населення Веймара. В одному з цих відділень («Geographisches Institut») стали видаватися «Allgemeine geographische Ephemeriden», які Бертух редагував спочатку з Цахом, потім з Гаспарі.
В 1792 Бертух був обраний членом Леопольдини.